# Szaiff János (piarista pap)
Szaiff János (Dunaszerdahely, 1807. december 14. – Budapest, 1877. szeptember 30.) piarista áldozópap, tanár, igazgató és házfőnök.

## Életútja
A Szaiff család magát Sobieski János lengyel uralkodótól származtatja, ennek alapja azonban kétséges.
A gimnáziumi és bölcseleti osztályokat Pozsonyban, Nagyszombatban és Győrött végezte; ugyanitt a jogtudományokra adta magát, de 1829. október 6-án Trencsénben a piarista-rendbe lépett. Először Podolinban tanított. Amikor 1833-1835-ben Nyitrán és Szentgyörgyön bevégezte teológiai tanulmányait, áldozópappá szentelték. 
Tanított Temesvárt (1839-40) és Kolozsvárt, ahol mint a konviktus aligazgatója a világtörténelmet adta elő. 1842-ben a bécsi Theresianumban tanulmányi felügyelő, 1844-ben Pálfy János gróf nevelője lett. Ezután Budán és Vácon tanított 1848-ig, midőn Nagybecskereken házfőnökké és igazgatóvá választották, egy év múlva meg Szegedre, ismét Budára, majd Tatára ment tanítani 1852-58-ban. 1862-ben Tatán, 1863-ban Veszprémben házfőnök és igazgató volt. Egy évig ismét Budán tanított és 1868-ig Vácon volt igazgató és házfőnök; ekkor kormánytanácsossá, 1871-ben Pesten házfőnökké, a rend számvevőjévé és levéltárnokává tették.
Cikkei a tatai gymnasium Értesítőjében (1854. A természettudományok szellemi szempontból, 1856. Tata mint volt és van).